# Raphael Kalinowski

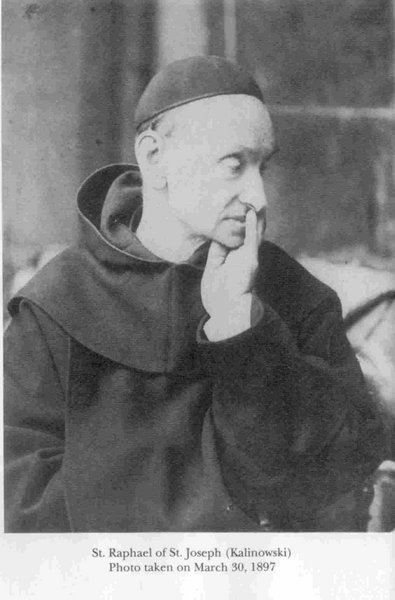
Raphael Kalinowski

Raphael Kalinowski (Geburtsname Józef Kalinowski, Ordensname Raphael vom heiligen Josef; * 1. September 1835 in Wilna, Litauen; † 15. November 1907 in Wadowice, Polen) war ein polnischer Karmeliterpater. Er wird in der römisch-katholischen Kirche als Heiliger verehrt.

## Leben
Kalinowski war der Sohn eines Professors. Er trat in die Kaiserlich Russische Armee ein, wurde schließlich Offizier und leitete den Bau der Bahnstrecke von Kursk nach Odessa über Kiew. 1863 schloss er sich dem polnischen Volksaufstand an, wurde verhaftet, vor Gericht gestellt und zur Zwangsarbeit in sibirischen Bergwerken verurteilt. Nach zehn Jahren kehrte er in seine Heimat zurück, verließ sie jedoch bald wieder und begab sich nach Paris, wo er als Erzieher des Fürsten August Czartoryski wirkte. 1877 trat er in Graz den Unbeschuhten Karmeliten bei und erhielt dort den Ordensnamen „Raphael vom heiligen Josef“. Kalinowski studierte Theologie, wurde zum Priester geweiht und wirkte anschließend in Polen als Provinzvikar seines Ordens (er gilt als Wiederhersteller des Ordens in Polen) und als Missionar in Russland. Papst Johannes Paul II. sprach ihn 1983 in Krakau selig und am 17. November 1991 im Petersdom in Rom heilig.